# Флот Понанта
Флот Понанта (фр. Flotte du Ponant)  — при Старом Порядке название военно-морских сил королевского французского флота в Ла-Манше, Атлантическом океане и Северной и Южной Америке, Французской Вест-Индии и Новой Франции. Флот проводил такие операции, как утверждение превосходства на море и защита конвоев. Его аналогом был Флот Леванта, базировавшийся в Средиземном море. Существовал в 1669 – 1792 годах.

## Базирование
Флот был создан кардиналом Ришельё. Первоначально флот имел три основные базы: Гавр, Брестский Арсенал и Йер-Бруаж. При Людовике XIV Брестский арсенал был главной базой, поддерживаемой арсеналами Рошфора и Лорьяна. При Людовике XVI был построен военный порт Шербур, причем некоторые его элементы были достроены лишь к началу Французской революции.

## Флагманы
Флагманы флота были самыми мощными кораблями в Бресте. За время существования флота в этой роли служило несколько различных кораблей: 
- Солей Рояль, спущен на воду в 1669 году, флагманский корабль в битве при Бичи-Хед в 1690 году, сгорел в 1692 году после сражения при Барфлёре.
- Солей Рояль, спущен на воду в 1692 году, потоплен при осаде Тулона в 1707 году, поднят и продан на слом в 1714 году.
- Foudroyant[англ.], спущен на воду в 1724 году, продан на слом в 1743 году.
- Солей-Рояль, спущен на воду в 1749 году, сгорел после сражения в бухте Киберон в 1759 году.
- Royal Louis[англ.], спущен на воду в 1759 году, разобран в 1772 году.
- Бретань[англ.], спущен на воду в 1776 году, флагман в бою у острова Уэссан в 1778 году, переименован в Révolutionnaire, продан на слом в 1796 году.
- États de Bourgogne[англ.], спущен на воду в 1790 году под названием Montagne, затем переименован в Peuple, затем в Océan, флагманский корабль во время Славного первого июня, боя у острова Груа, экспедиции в Сан-Доминго[англ.] и бою на Баскском рейде, продан на слом в 1859 году.